# Ayenia reflexa
Ayenia reflexa är en malvaväxtart som beskrevs av T. S. Brandegee. Ayenia reflexa ingår i släktet Ayenia och familjen malvaväxter. Inga underarter finns listade i Catalogue of Life.